# Lucien Lublin
Pour les articles homonymes, voir Lublin.
Aron Lucien Lublin (dit Lucien Lublin) né le 21 mai 1909 à Kuznika, Pologne et mort le 11 janvier 1995 à La Bresse (Vosges), est un ingénieur, sioniste et socialiste, un des fondateurs de l'Armée juive, en France, durant la Seconde Guerre mondiale.

## Biographie
Lucien Lublin est né le 21 mai 1909 à Kuznika (Pologne). Il est mort lors d'un accident de voiture à La Bresse (Vosges) le 11 janvier 1995. 
Il immigre en France. Il devient ingénieur électrique. Il crée une entreprise de composants électriques, dont le développement comporte plusieurs usines en France.[réf. nécessaire]
En septembre 1939, il est mobilisé dans l'Armée française.

### L'Armée juive
Lucien Lublin est un des fondateurs de l'Armée juive,.

## Famille
Lucien Lublin épouse Antoinette Toni Schönberger, née en mai 1914 à Berlin, en Allemagne et de nationalité hongroise. Ils ont un fils, Daniel Lublin mort en bas âge. Toni a une fille d'un premier mariage avec Maurice Stern un journaliste français 
dont elle divorce après la guerre, qui sera adoptée par Lucien : la cantatrice Éliane Lublin.